# Nombre de Lewis
Le nombre de Lewis {\displaystyle (Le)} est un nombre sans dimension comparant la diffusivité de la matière avec la diffusivité thermique. Il est utilisé pour caractériser les écoulements de fluides dans lesquels ont lieu simultanément un transfert de matière et un transfert de chaleur par conduction thermique.
Ce nombre porte le nom de Warren Kendall Lewis, chimiste américain.
On le définit de la manière suivante :
{\displaystyle {\mathit {Le}}={\frac {\alpha }{D}}={\frac {\mathit {Sc}}{\mathit {Pr}}}}
avec :
- α - diffusivité thermique (m2·s-1)
- D - diffusivité de la matière (m2·s-1)
- Sc - nombre de Schmidt
- Pr - nombre de Prandtl